# هولت رنفری
هولت رنفری (انگلیسی: Holt Renfrew) شرکت خرده‌فروشی پوشاک کانادایی است، که در سال ۱۸۳۷ توسط ویلیام هندرسون تأسیس شد.